# القصف الذري على هيروشيما وناجازاكي
القصف الذرّي على هيروشيما وناجازاكي هو هجوم نووي شنته الولايات المتحدة ضدَّ الإمبراطورية اليابانية في نهاية الحرب العالمية الثانية في أغسطس 1945، قامت الولايات المتحدة بقصف مدينتي هيروشيما وناجازاكي باستخدام قنابل ذرية؛ بسبب رفض تنفيذ إعلان مؤتمر بوتسدام وكان نصُّه أن تستسلم اليابان استسلاماً كاملاً بدون أي شروط، إلَّا أنَّ رئيس الوزراء الياباني سوزوكي رفض هذا التقرير وتجاهل المهلة التي حدَّدها إعلان بوتسدام. وبموجب الأمر التنفيذي الذي أصدره الرئيس هاري ترومان، قامت الولايات المتحدة بإطلاق السلاح الذري الولد الصغير على مدينة هيروشيما (يوم الاثنين 27 شعبان عام 1364 هـ / الموافق 6 أغسطس عام 1945 م). ثمَّ تلاها إطلاق قنبلة الرجل البدين على مدينة ناجازاكي في التاسع من شهر أغسطس. وكانت هذه الهجمات هي الوحيدة التي تمَّت باستخدام الأسلحة الذرية في تاريخ الحرب.
قتلت القنابل ما يصل إلى 140,000 شخص في هيروشيما، و80،000 في ناغازاكي بحلول نهاية سنة 1945،  حيث مات ما يقرب من نصف هذا الرقم في نفس اليوم الذي تمَّت فيه التفجيرات. ومن بين هؤلاء، مات 15-20 ٪ متأثرين بالجروح أو بسبب آثار الحروق، والصدمات، والحروق الإشعاعية، يضاعفها الأمراض، وسوء التغذية والتسمم الإشعاعي.
ومنذ ذلك الحين، توفي عدد كبير بسبب سرطان الدم (231 حالة) والسرطانات الصلبة (334 حالة)، تأتي نتيجة التعرُّض للإشعاعات المنبثقة من القنابل.
وكانت معظم الوفيَّات من المدنيين في المدينتين.
وبعد ستة أيام من تفجير القنبلة على ناغازاكي، في الخامس عشر من أغسطس، أعلنت اليابان استسلامها لقوات الحلفاء. حيث وقعت وثيقة الاستسلام في الثاني من شهر سبتمبر، ممَّا أنهى الحرب في المحيط الهادئ رسمياً، ومن ثمَّ نهاية الحرب العالمية الثانية. كما وقعت ألمانيا  وثيقة الاستسلام في السابع من مايو 1945، ممَّا أنهى الحرب في أوروبا، وجعلت التفجيرات اليابان تعتمد المباديء الثلاثة غير النووية بعد الحرب، والتي تمنع الأمة من التسلُّح النووي.

## خلفية عامة

### مشروع مانهاتن
قامت الولايات المتحدة بالتعاون مع المملكة المتحدة وكندا خلال مشاريعهم السرية: سبائك الأنابيب ومختبرات نهر تشوك،  بتصميم وبناء أوَّل قنبلة نووية في إطار مشروع مانهاتن. وقام الفيزيائي الأمريكي روبرت أوبنهايمر بإدارة البحث العلمي. صُنعت قنبلة هيروشيما، وهي قنبلة ذات انشطار مصوَّب تسمَّى بـ«ليتل بوي»، من اليورانيوم 235. وهو نظير نادر لليورانيوم. وتمَّ اختبار القنبلة الذرية للمرَّة الأولى في ترينيتي، في السادس عشر من شهر يوليو عام 1945، بالقرب من ألاموغوردو، نيو مكسيكو. يعدُّ سلاح الـ«جادجيت» وقنبلة ناغازاكي «فات مان» من الأنواع ذات الانشطار الداخلي، وتمَّ صناعتهما من البلوتونيوم 239، وهو عنصر اصطناعي.

### اختيار الأهداف

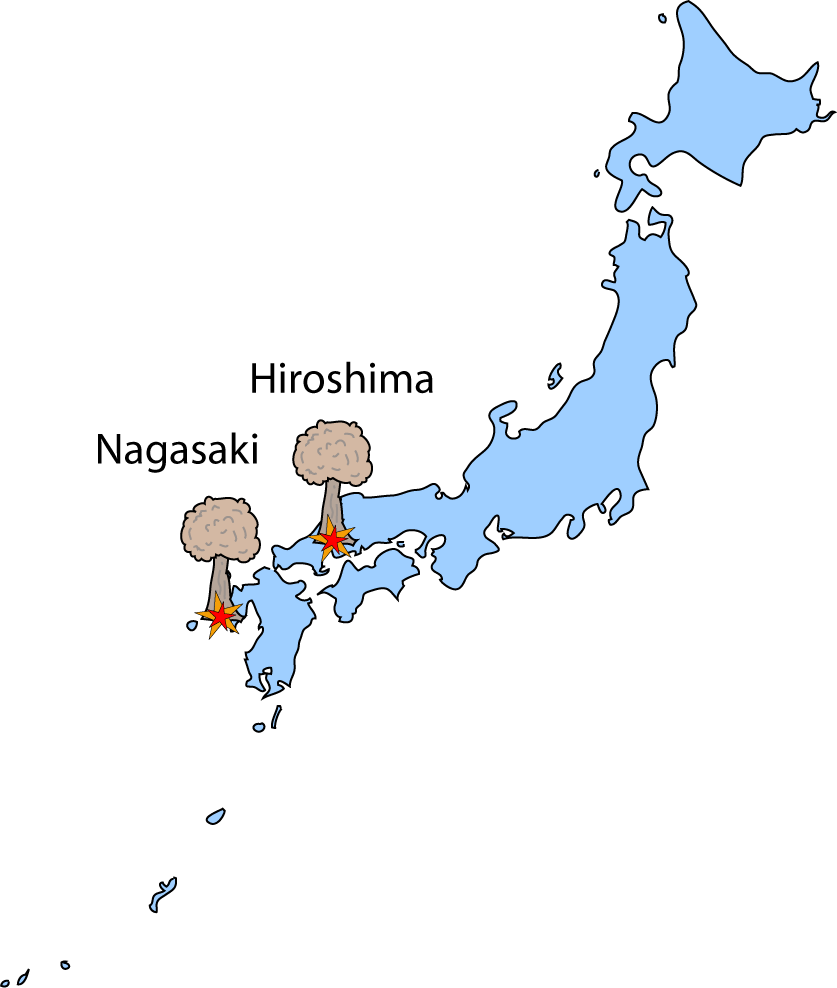
خريطة تبين موقع هيروشيما وناغازاكي في اليابان، حيث سقطت القنبلتين النوويتين.

وفي العاشر والحادي عشر من شهر مايو عام 1945، رشحت لجنة تحديد الهدف في لوس ألاموس، بقيادة روبرت أوبنهايمر، كيوتو، وهيروشيما، ويوكوهاما، وكوكورا كأهداف محتملة. واعتمد اختيار الهدف على المعايير التالية:
- يجب أن يكون قطر الهدف أكثر من ثلاثة أميال وهدفاً مهماً في منطقة حضرية كبيرة.
- يجب أن يؤدي الانفجار إلى أضرار فعلية.
- أن يكون من المستبعد الهجوم على الهدف في شهر أغسطس عام 1945. «يجب على أي هدف عسكري صغير ودقيق أن يقع في منطقة كبيرة لتتعرض للأضرار الناجمة عن الانفجار، ومن أجل تجنب مخاطر الأسلحة النووية التي لا داعي لها، وفقدها نتيجة وضع القنبلة في المكان الخاطيء.» [15]

لم تتأثر هذه المدن خلال الغارات الليلية وهجمات الجيش، ووافق سلاح الطيران على حذفهم من القائمة المستهدفة حتى يتم تقييم السلاح بدقة. وكانت هيروشيما توصف بأنها "مستودع عسكري هام وميناء يمكن المغادرة من خلالها في وسط منطقة صناعية حضرية. كما أنها هدف راداري مهم، وحجمها كبير بحيث سيتعرض جزء كبير من المدينة لأضرار جسيمة. وستؤدي التلال المجاورة إلى إحداث تأثير تركيزي، ومن ثم زيادة ضرر الانفجار. ولكن وجود الأنهار لا يجعلها هدفاً مثيراً للنيران."  كان الهدف من استخدام هذا السلاح هو إقناع اليابان للاستسلام دون شروط، وفقاً لما جاء في إعلان بوتسدام. وذكرت لجنة تحديد الأهداف أن "للعوامل النفسية أهمية كبيرة في اختيار الهدف. ومن هذه الجوانب: (1) التأثير النفسي على اليابان بقدر المستطاع، (2) وجعل الاستخدام الأولي للسلاح مثيراً، وذلك ليعترف العالم أجمع بأهميته عندما يتم إطلاقه. وفي هذا الصدد، يتمتع أهل كيوتو بدرجة عالية من الذكاء، وبالتالي هم أكثر قدرة على تقدير أهمية هذا السلاح. بينما تتمتع هيروشيما بحجمها الكبير والجبال القريبة، ومن ثم يمكن تدمير جزء كبير من المدينة. ويحظى قصر الإمبراطور في طوكيو بشهرة أكبر من أي هدف آخر، ولكنه ذات قيمة إستراتيجية أقل.
وخلال الحرب العالمية الثانية، كان إدوين رايشاور خبير اليابان المسئول عن مخابرات الجيش الأمريكي، ويعتقد البعض خطأً بأنه تمكن من منع الهجوم على مدينة كيوتو. ففي سيرته الذاتية، دحض راشاور هذا الإدعاء المشهور قائلاً:
«...إن هنري ستيمسون، وزير الحرب آنذاك، هو الشخص الوحيد الذي يستحق التقدير لإنقاذ مدينة كيوتو من الدمار، فقد أٌعجب بمدينة كيوتو منذ عقود قليلة حيث قضى شهر العسل هناك.» 

## إنذار بوتسدام
في السادس والعشرين من شهر يوليو، أصدر ترومان وغيره من زعماء التحالف إعلان بوتسدام الذي يحدد شروط استسلام اليابان. وقد تم تقديمه بمثابة بلاغ نهائي. فإذا لم تستسلم اليابان، سيهاجم الحلفاء البلاد وسيؤدي ذلك إلى «التدمير الحتمي والكامل للقوات المسلحة اليابانية والوطن بأكمله». ولم يذكر البيان أي شيء عن القنبلة الذرية. وفي الثامن والعشرين من شهر يوليو، أعلنت الصحف اليابانية أن الحكومة قد رفضت إعلان بوتسدام. وفي ظهر ذلك اليوم، أعلن رئيس الوزراء كانتارو سوزوكي في مؤتمر صحفي أن إعلان بوتسدام عبارة عن إعادة صياغة (yakinaoshi) لإعلان القاهرة، ومن ثم تجاهلته الحكومة عمداً (mokusatsu «قتله بالصمت»).
واعتبرت الصحف اليابانية والأجنبية هذا التصريح بمثابة رفض واضح للإعلان. ولم يسعى الإمبراطور هيروهيتو لتغيير موقف الحكومة. وكان ينتظر الرد السوفياتي على النوايا اليابانية المبهمة نحو السلام. وفي الحادي والثلاثين من شهر يوليو، صرح الإمبراطور لمستشاره كويتشي كيدو أنه يجب الدفاع عن الرموز الإمبراطورية اليابانية بأي ثمن.
وفي مطلع شهر يوليو، أعاد ترومان النظر في استخدام القنبلة النووية أثناء ذهابه إلى مدينة بوتسدام. وفي النهاية، قرر ترومان مهاجمة اليابان باستخدام القنابل النووية. أعلن ترومان عن نيته في إصدار أوامره بشن الهجوم بحجة إنهاء هذه الحرب سريعاً عن طريق إلحاق الدمار وزرع الخوف داخل الشعب الياباني، ومن ثم إرغام البلاد على الاستسلام. ا

## هيروشيما

### هيروشيما خلال الحرب العالمية الثانية

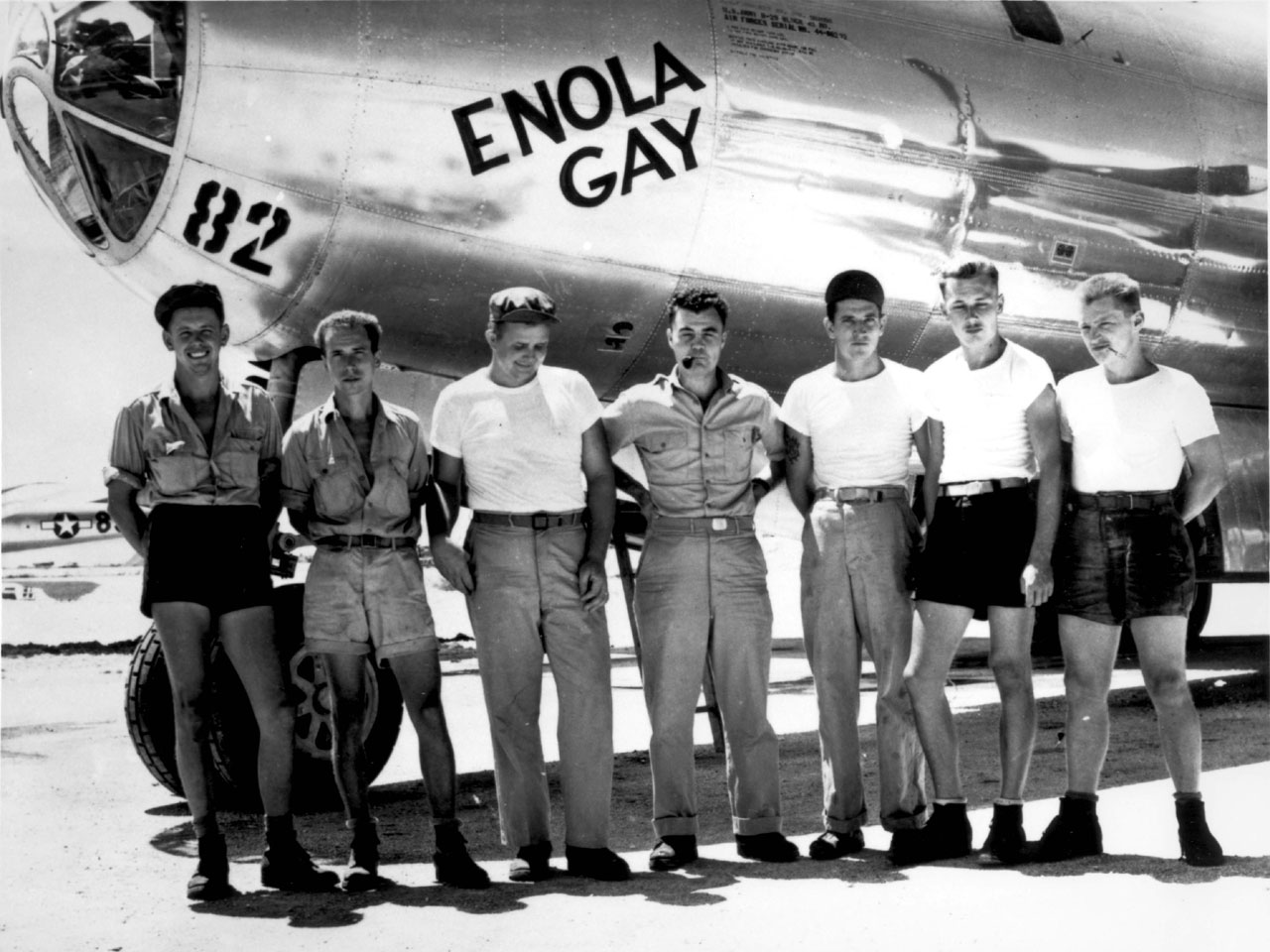
طائرة الإينولا جاي وطاقمها، التي أسقطت القنبلة "الولد الصغير" على مدينة هيروشيما.

كانت مدينة هيروشيما تتمتع ببعض الأهمية الصناعية والعسكرية في الوقت الذي تم تدميرها فيه. فكان هناك عدد من معسكرات الجيش، بما في ذلك مقر الشعبة الخامسة والمقر العام الثاني للجيش الخاص بالمشير شونروكو هاتا المسئول عن الدفاع عن جميع الأجزاء الجنوبية في اليابان. كما كانت هيروشيما مُزَوِّد ثانوي وقاعدة لوجستية للجيش الياباني. وكانت المدينة مركزاً للاتصالات، ونقطة تخزين، ومنطقة تجميع للقوات. وكانت المدينة واحدة من المدن اليابانية العديدة التي كانت بمنأى عن القصف الأميركي، مما جعل أهلها يستشعرون الضرر الناجم عن القنبلة الذرية بحرقة شديدة. [بحاجة لمصدر]
يقع في وسط المدينة عدة بنايات خرسانية قوية وهياكل أخف وزناً. وخارج المركز، تزدحم المنطقة بمجموعة من ورش العمل الخشبية الصغيرة التي تقع بين البيوت اليابانية. كما نجد بعض النباتات الصناعية التي تقع بالقرب من ضواحي المدينة. بُنِيَت البيوت من الخشب وكُسِيَت الأسقف بالآجر، وتم بناء كثير من المباني الصناعية على إطارات خشبية. وبالتالي، فإن المدينة بأكملها سريعة التأثر بالنيران.
وصل عدد سكان هيروشيما إلى ذروته لأكثر من 381,000 نسمة في أوائل الحرب، ولكنه انخفض باطراد قبل القصف الذري بسبب الإخلاء المنهجي الذي قامت به الحكومة اليابانية. تراوح عدد السكان في وقت الهجوم بين حوالي 340,000-350,000. ويظل عدد السكان آنذاك غير مؤكداً بسبب إحراق الوثائق الرسمية.

### القصف
لمعرفة تشكيل بعثة سلاح القوات الجوية الأمريكية، أنظر المجموعة رقم 509.
كانت هيروشيما الهدف الأساسي للتفجير النووي في السادس من شهر أغسطس، بينما كانت كوكورا أو ناغازاكي الهدف الآخر. ولقد تم اختيار السادس من الشهر لأن الغيوم قد سبق وأن حجبت الهدف. انطلق سرب الطائرات 393d B29 إينولا جاي من القاعدة الجوية الشمالية بجزيرة تينيان، غرب المحيط الهادئ. وكان يقوده قائد المجموعة رقم 509 الكولونيل بول تيبتس. ورافق إينولا جاي (التي سميت باسم أم الكولونيل تيبتس) اثنين من الB29. قامت القاذفة الأولى وتسمى الفنان الكبير، بقيادة الرائد تشارلز دبليو سويني، بنقل المعدات؛ بالإضافة إلى طائرة أخرى سميت بعد ذلك بالشر الضروري (طائرة التصوير الضوئي)، والتي كان يقودها الكابتن جورج ماركوارت.
وبعد مغادرة جزيرة تينيان، اتخذت كل طائرة طريقها على حدى إلى لايو جيما، حيث تقابلا على ارتفاع 2440 متر (8000 قدم) وانطلقا إلى اليابان.2,440 متر (8,010 ft) وصلت الطائرة إلى الهدف، وكانت الرؤية واضحة على ارتفاع 9855 متر (32330 قدم). 9,855 متر (32,333 ft) وأثناء الرحلة، قام الكابتن وليام بارسونز بتسليح القنبلة، حيث لم يكن تم تسليحها بعد لتقليل المخاطر أثناء الإقلاع. وأزال مساعد الكابتن، الملازم الثاني موريس جيبسون، أجهزة السلامة قبل الوصول إلى الهدف بثلاثين دقيقة.

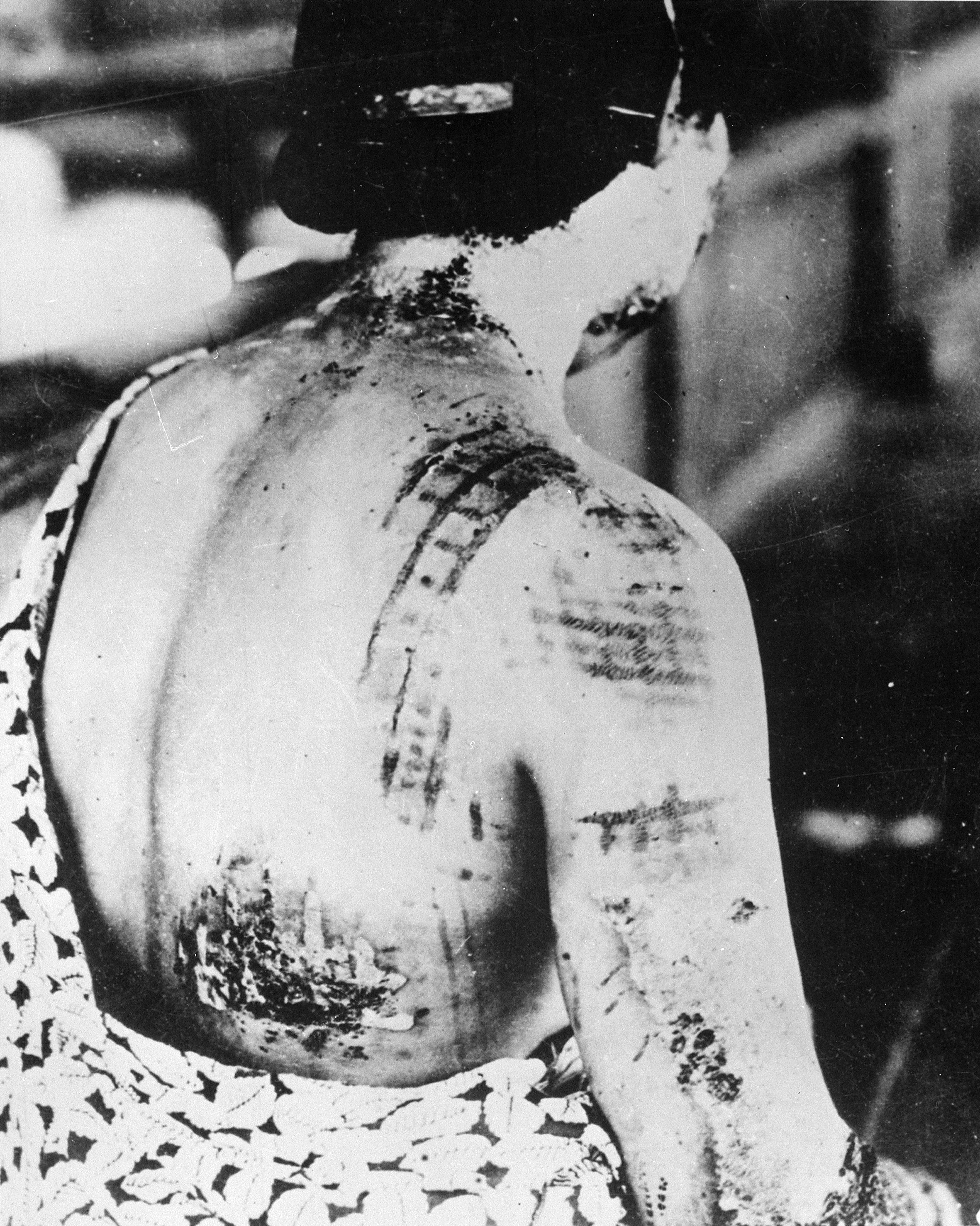
كانت الطاقة المنبعثة قوية جداً بما يكفي لاختراق الملابس. إن الأجزاء السوداء في الملبس الذي يرتديه الضحية وقت وقوع الانفجار انتشرت على الجسد.

وقبل الانفجار بحوالي ساعة، اكتشف رادار الإنذار الياباني اقتراب بعض الطائرات الأمريكية من الجزء الجنوبي الياباني. وتم تنبيه البلاد، وتوقف البث الإذاعي في مدن كثيرة، من بينها مدينة هيروشيما. وقرابة الساعة الثامنة صباحاً، حدد الرادار في مدينة هيروشيما اليابانية عدد الطائرات القادمة بأنه لا يتعدى الثلاث طائرات، ومن ثم تم رفع حالة التأهب. وللحفاظ على الوقود والطائرات، قرر اليابانيون عدم اعتراض مثل هذه التجمعات الصغيرة. حذَّرت الإذاعة الناس أنه قد يكون من المستحسن الذهاب إلى ملاجئ تحميهم من الغارات الجوية إذا ما شاهدوا الطائرات B 29 تقترب، ولم يتوقعوا حدوث أي غارات حيث اعتقدوا أن الطائرات في رحلة استطلاعية فقط.
انطلقت القنبلة الساعة الثامنة والربع (بتوقيت هيروشيما) كما كان مخطط، وهي قنبلة تعمل بقوة الجاذبية تسمى «ليتل بوي»، كما أنها قنبلة ذات انشطار مصوب. وتحمل 60 كيلوجراماً (130 باوند) من اليورانيوم 235. واستغرقت القنبلة 57 ثانية لتسقط من الطائرة وتصل إلى الارتفاع الذي ستنفجر فيه، وهو حوالي 600 متر (2000 قدم) فوق المدينة.60 كيلوغرام (130 رطل)600 متر (2,000 ft) حولت القنبلة مسارها بحوالي 800 قدم (240 متر) بسبب الرياح المتعامدة، لتسقط على عيادة شيما للجراحة بدلاً من الهدف المخطط له، وهو جسر أيوي. ونتج عن ذلك انفجار يعادل حوالي 13 كيلوطن من الTNT أو 13 كيلوطن من تي أن تي (54 تـجول)(54 JT). (ويعتبر سلاح اليو 235 غير فعال، حيث يتشطر 1.38 ٪ فقط من المواد المكونة له.)  وبلغ نصف قطر دائرة الدمار نحو ميل واحد (1.6 كم)، بالإضافة إلى الحرائق التي انتشرت في أنحاء مختلفة على مساحة 4.4 ميل مكعب تقريباً (11 كيلومتر مكعب). وتشير التقديرات الأمريكية إلى تدمير 4.7 ميل مكعب (12 كيلومتر مكعب) من مساحة المدينة. بينما حدد المسؤولون اليابانيون خسارة المباني في هيروشيما بـ69 ٪، بالإضافة إلى إلحاق الضرر بـ6-7 ٪ من مباني أخرى.
لَقِىَ 70,000-80,000 شخص، أي حوالي 30 ٪  من سكان هيروشيما، حَتْفَهٌم على الفور، وجُرِحَ 70,000 آخرون. كما مات أكثر من 90 ٪ من الأطباء و93 ٪ من الممرضين في هيروشيما أو أصيبوا بجروح، حيث كان معظمهم في منطقة وسط المدينة التي تأثرت بالانفجار أكثر من أي منطقة أخرى.
على الرغم من أن الولايات المتحدة قد سبق وألقت منشورات تُحذر فيها المدنيين من الغارات الجوية على اثنتي عشر مدينة يابانية أخرى،  لم يتم تحذير سكان هيروشيما من إسقاط القنبلة الذرية.

### إدراك اليابانيين بحدوث الانفجار
|                             |  |                             |
| هيروشيما قبل حدوث الإنفجار. |  | هيروشيما بعد حدوث الإنفجار. |

لاحظ مشغل التحكم بطوكيو، التابع لهيئة الإذاعة اليابانية، اختفاء محطة هيروشيما. ومن ثم حاول إعادة بناء برنامجه باستخدام خط هاتفي آخر، ولكن باءت محاولته بالفشل. وبعد حوالي عشرين دقيقة، أَيقن مركز تلغراف السكك الحديدية بطوكيو تَوَقُف الخط الرئيسي للتلغراف عن العمل شمال مدينة هيروشيما. وبعد توقف بعض السكك الحديدية على بعد 16 كم (10 ميل) من المدينة، جاءت تقارير غير رسمية تتحدث عن حدوث انفجار رهيب في مدينة هيروشيما. وتم نقل كل هذه التقارير إلى مقر قيادة هيئة الأركان العامة للجيش الياباني الإمبراطوري.
وحاولت القواعد العسكرية مراراً الاتصال بمحطة مراقبة الجيش بمدينة هيروشيما. وأدهش ذلك الصمت التام للمدينة الرجال في المقر؛ فهم يعلمون أنه لا يوجد أي غارات من قبل العدو، ولا يوجد أي مخزون من المتفجرات في مدينة هيروشيما آنذاك. وصدرت الأوامر إلى ضابط شاب من هيئة الأركان العامة اليابانية كي يغادر فوراً إلى هيروشيما، ليهبط بالطائرة على الأرض، ويمسح المنطقة، ثم يعود إلى طوكيو ومعه معلومات موثوق بها للهيئة. فكان هناك شعور عام في المقر بأنه لم يحدث شيئاً خطيراً، وأن الانفجار لا يعد سوى شائعة سخيفة.
تَوَجًّه الضابط إلى المطار، وأَقلعت الطائرة مُتجِهة إلى جنوب غرب البلاد. وبعد الطيران لمدة ثلاث ساعات تقريباً، وقبل الوصول إلى هيروشيما بحوالي مائة ميل (160 كم)، رأي الضابط والطيار سحابة كبيرة من الدخان نتيجة سقوط القنبلة. وفي فترة ما بعد الظهر، كان ما تبقى من هيروشيما مشتعلاً. وسرعان ما وصلت طائرتهم إلى المدينة، وأخذوا يطوفون فوقها في حالة من عدم التصديق. وكان هناك قطعة كبيرة من الأرض لا تزال مشتعلة، تغطيها سحابة كبيرة من الدخان. وكان ذلك كل ما تبقى من المدينة المنكوبة. هبطت الطائرة جنوب المدينة، وقام الضابط على الفور بتنظيم وسائل الإغاثة، بعد أن أبلغ طوكيو بما شاهد.
وبحلول اليوم الثامن من شهر أغسطس عام 1945، ذكرت الصحف الأمريكية أن هناك تقاريرا من الإذاعة اليابانية تقوم بوصف الدمار الذي لحق بمدينة هيروشيما. «من الناحية العملية جميع الكائنات الحية، الإنسان والحيوان، وكانت حرفيا أخدودا حتى الموت،» مذيعات الإذاعة اليابانية قال في رسالة بثها تلقتها مصادر الحلفاء.

### ما بعد الهجوم
وفقاً لمعظم التقديرات، أدى الانفجار إلى مقتل ما يقرب من 70,000 شخص في الحال بمدينة هيروشيما. وتشير التقديرات إلى أن مجموع الوفيات بحلول نهاية عام 1945 نتيجة الحروق، والإشعاعات، والأمراض ذات صلة، والآثار التي تفاقمت بسبب نقص الموارد الطبية، يتراوح بين 90,000 إلى 140,000 شخص.
وتشير بعض التقديرات الأخرى إلى وفاة 200,000 شخص بحلول عام 1950، بسبب السرطان وغيره من الآثار طويلة المدى. بينما ذكرت دراسة أخرى أن ما يقرب من 9 ٪ من الوفيات بسبب سرطان الدم بين الناجين من القنبلة بين عام 1950 وعام 1990، نتج من الإشعاع الصادر من هذه القنابل. وتُقدر الإحصاءات وجود 89 حالة لوكيميا و339 حالة سرطانات صلبة في ذلك الوقت. كما مات على الأقل أحد عشر من أسرى الحرب المعروفين جراء القصف.

### نجاة بعض الهياكل

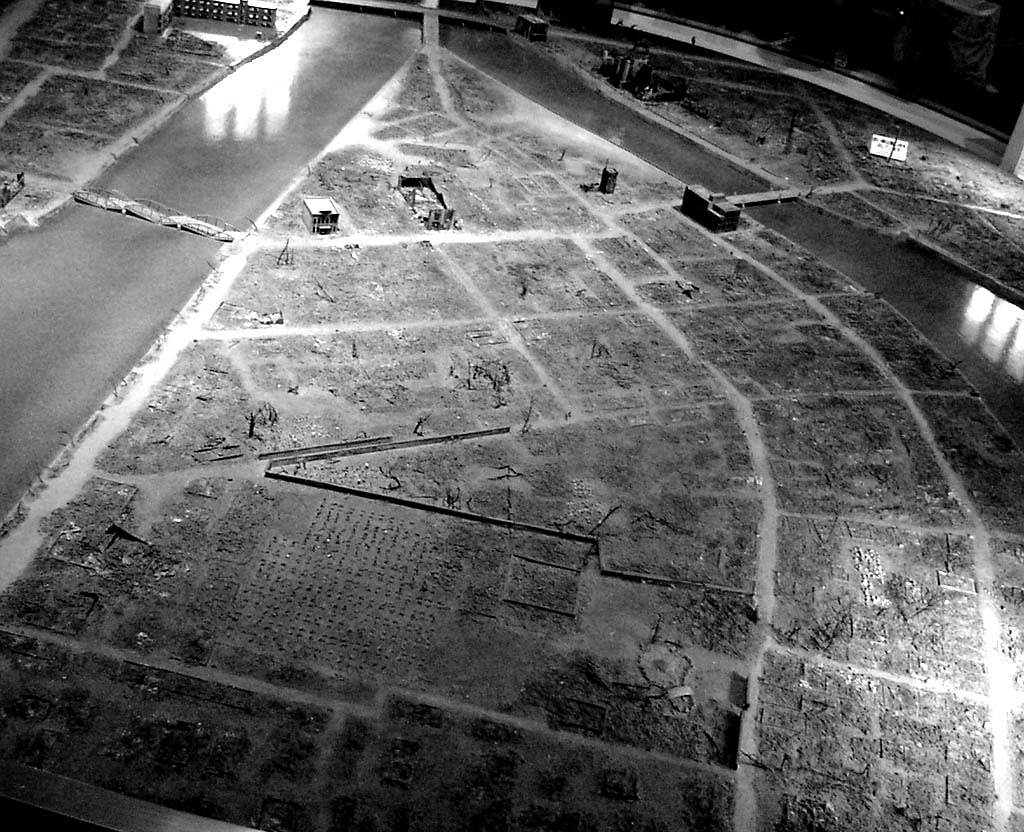
Small-scale recreation of the Nakajima area around ground zero

لم تتأثر بعض المباني الخرسانية الصلبة في هيروشيما كثيراً، حيث أنها شُيدت بطريقة قوية جدا لتحمل مخاطر الزلازل في اليابان، وبالتالي لم يتعرض هيكلها للانهيار، على الرغم من أنها كانت قريبة إلى حدٍ ما من مركز الانفجار. ويعتبر إيزاو نامورا (野村 英三, Nomura Eizō) أقرب الناجين شهرةً، والذي كان في سرداب أحد المباني الصلبة (سميت ب"بيوت الراحة" بعد الحرب) على بعد 170 متر فقط (560 قدم) من مركز الانفجار وقت الهجوم.
بالإضافة إلى اكيكو تاكاكورا (高蔵 信子, Takakura Akiko) التي كانت من بين الناجين الذين تواجدوا بالقرب من مركز الانفجار. حيث كانت داخل بنك هيروشيما على بعد 300 متر (980 قدم) فقط من مركز الانفجار وقت الهجوم. وبما أن الانفجار قد حدث في الهواء، تم توجيه الانفجار نحو الأسفل أكثر منه على الجانبين، مما أدى إلى نجاة قبة غنباكو، أو قبة القنبلة النووية. صمم هذا المبنى وصنع من قبل المهندس المعماري التشيكي جان ليتسل، وكان يبعد عن مركز القنبلة بـ150 متر (490 قدم) فقط. وسميت هذه الأنقاض باسم نصب السلام التذكاري بهيروشيما، وأصبح موقعاً للتراث العالمي تابعاً لمنظمة اليونسكو في عام 1996، على الرغم من اعتراضات الولايات المتحدة والصين.

## أحداث 7-9 أغسطس
| بعد قصف هيروشيما، أعلن الرئيس ترومان قائلاً: إذا لم يقبلوا بشروطنا، يجب أن يتوقعوا أمطاراً من الخراب تأتيهم من الهواء، لم يراها أحدٌ من قبل على هذه الأرض. لم ترد الحكومة اليابانية على إعلان بوتسدام بعد. كان كل من الإمبراطور هيروهيتو، والحكومة، ومجلس الحرب يبحث أربعة شروط للاستسلام: الحفاظ على الـكوكوتاي (وهو المؤسسة الإمبراطورية ونظام الحكم الوطني)، وتَوَلِّي المقر الإمبراطوري مسؤولية نزع السلاح والتسريح، ولا يجب احتلال أيٍ من الجزر اليابانية، أو كوريا، أو تايوان، ويجب معاقبة مجرمي الحرب بواسطة الحكومة اليابانية. أبلغ مولوتوف، وزير الخارجية السوفياتي، طوكيو بإنهاء الاتحاد السوفياتي للحلف الحيادي السوفيتي الياباني في الخامس من شهر إبريل. وبعد منتصف الليل بدقيقتين في التاسع من شهر أغسطس بتوقيت طوكيو، شنَّ الاتحاد السوفياتي عملية الهجوم الاستراتيجي على منشوريا باستخدام المشاة والمُدرَّعات والقوات الجوِّية. وبعد مرور أربع ساعات، علمت طوكيو بأن الإتحاد السوفيتي قد أعلن الحرب على اليابان. بدأت القيادة العليا للجيش الياباني استعداداتها لفرض الأحكام العرفية على البلاد، وذلك بدعم من وزير الحرب كوريتشيكا أنامى، من أجل وقف أي محاولة نحو السلام. كانت مسؤولية تحديد توقيت التفجير الثاني تقع على عاتق الكولونيل تيبتس، باعتباره قائد الفرقة رقم 509 في تينيان. كان من المقرر شن الهجوم على مدينة كوكورا في الحادي عشر من شهر أغسطس، ولكن تم تقرير الهجمة قبل ذلك بيومين لتجنب فترة من الطقس السيئ ستبدأ في العاشر من شهر أغسطس وتستمر لمدة خمسة أيام. تم نقل ثلاث قنابل مُجَمَّعة إلى تينيان، وسميت القنابل F-31، وF-32، وF-33. وفي الثامن من شهر أغسطس، أجري الرائد تشارلز سويني بروفة في تينان مستخدماً طائرة البوكسكار. استمر اختبار الF-33 وخصصت الF-31 لمهمة التاسع من شهر أغسطس. |

## ناغازاكي

### ناغازاكي خلال الحرب العالمية الثانية

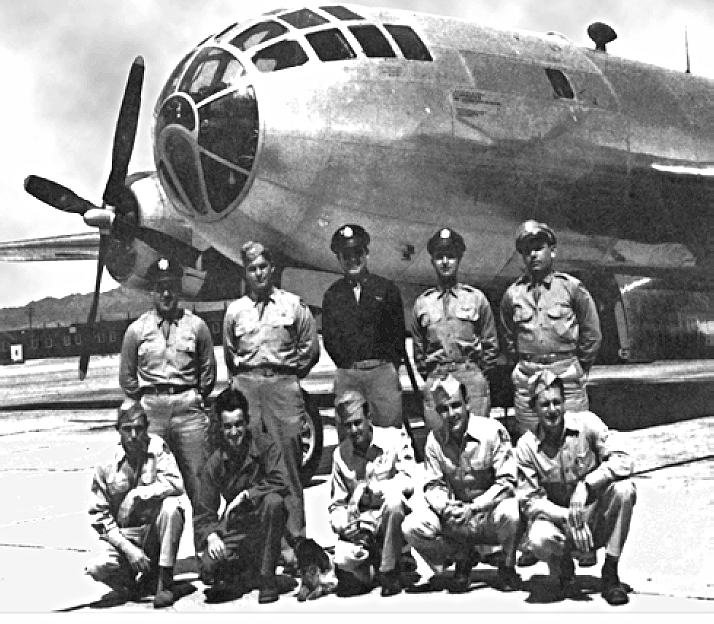
الطائرة Bockscar وطاقمها، التي أسقطت القنبلة "الرجل البدين" على ناغازاكي.

كانت مدينة ناغازاكي واحدة من أكبر الموانيء البحرية التي تقع جنوب اليابان. وكان لها أهمية إستراتيجية كبيرة بسبب نشاطها الصناعي، حيث كانت تُنتج الذخائر، والسفن، والمًعدَّات العسكرية، والمواد الحربية الأخرى.
وعلى عكس العديد من الجوانب الحديثة في مدينة هيروشيما، كانت جميع المباني في ناغازاكي مبنيِّة على الطراز الياباني القديم، حيث تتألف من الأخشاب (مع أو بدون لاصق) والأسقف المكسوة بالآجر. كما كان العديد من المنشآت التجارية والصناعية مصنوعة من الخشب أو غيره من المواد التي لا تتحمل الانفجارات. تمكنت ناغازاكي من النمو لسنوات عديدة دون أن تخضع إلى أي خطة تقسيم; وشُيدت المساكن بِجوار المباني الصناعية. وتقع قريبة من بعضها البعض قدر المستطاع في جميع أنحاء الوادي الصناعي.
لم تتعرض ناغازاكي لقصف عنيف قبل ضربها بالأسلحة النووية. في الأول من شهر أغسطس عام 1945، سقط عدد من القنابل التقليدية شديدة الانفجار على المدينة. ضرب عدد قليل من القنابل أحواض بناء السفن ومناطق تحميل وتفريغ السفن في الجزء الجنوبي الغربي من المدينة، بينما أصابت عدة قنابل مصانع ميتسوبيشي للصلب والأسلحة. كما أنهالت ست قنابل على كلية الطب بناغازاكي والمستشفى، وتعرضت المباني لثلاث ضربات مباشرة. على الرغم من أن الضرر الناجم عن هذه القنابل كان ضئيلاً نسبياً، فقد خلق ذلك قلقاً كبيراً في ناغازاكي بين كثير من الناس، وخاصة على مدارس الأطفال. وبالتالي، تم نقل الأطفال إلى المناطق الريفية من أجل سلامتهم، ومن ثم خفض عدد السكان في المدينة في وقت الهجوم النووي.
يقع في شمال ناغازاكي معسكر يحتجز أسرى حرب الكومنولث البريطاني، وكان بعضهم يعمل في مناجم الفحم، ولم يعرفوا شيئاً عن الانفجارات إلا عندما عادوا إلى السطح.

### القصف
لمعرفة المزيد عن لتشكيل بعثة سلاح الطيران الأمريكي، أنظر الفرقة رقم 509.

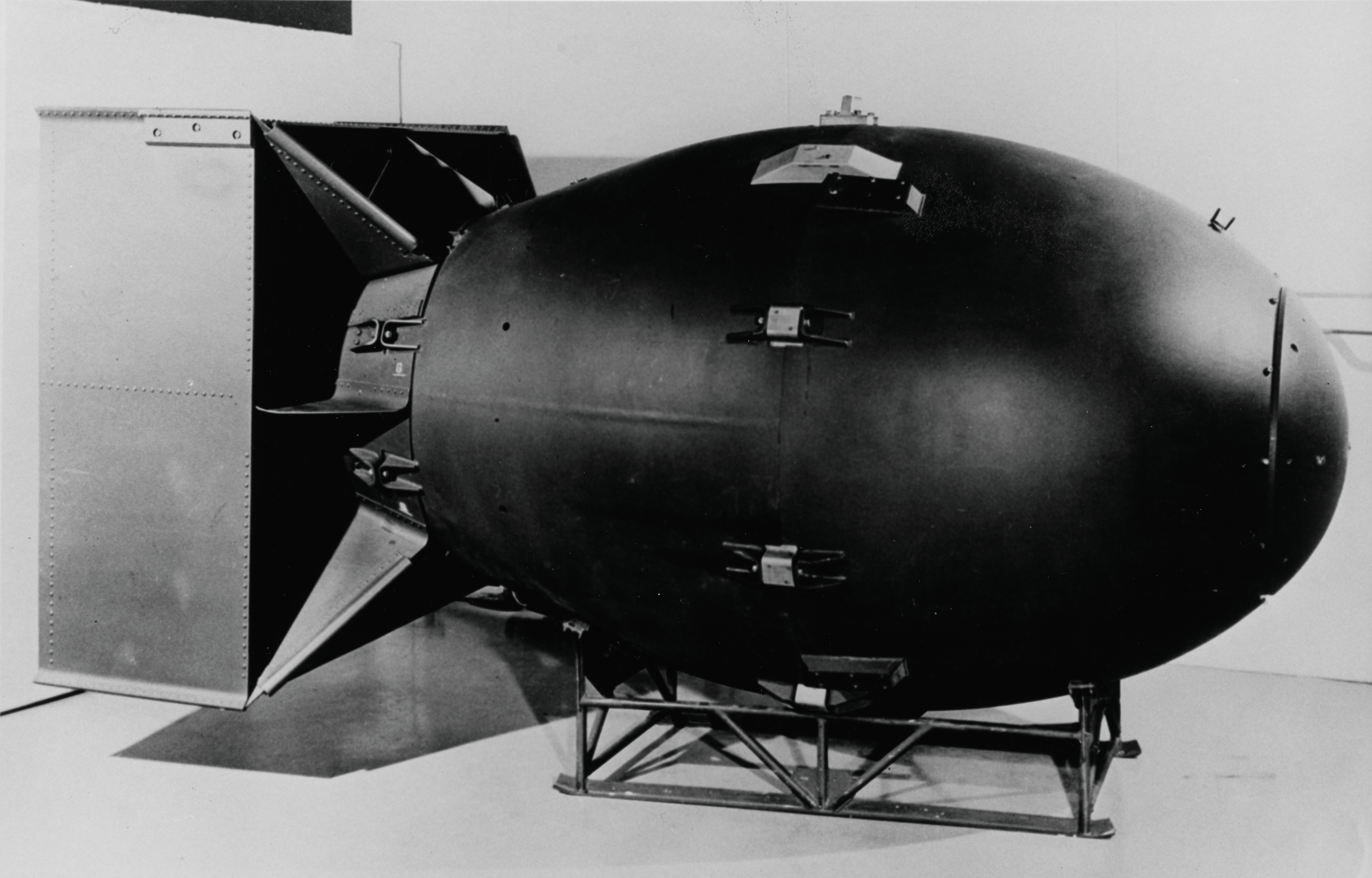
نموذج لقنبلة "الرجل البدين".

وفي صباح اليوم التاسع من شهر أغسطس عام 1945، أقلعت القاذفة الأمريكية بوكسكار بي-29 بقيادة الميجور تشارلز دبليو سويني، وهي تحمل القنبلة النووية التي أطلق عليها اسم "الرجل البدين"، متجهة إلى كوكورا باعتبارها الهدف الرئيسي، ثم إلى ناغازاكي باعتبارها الهدف الثانوي. كانت خطة القيام بالهجوم الثاني مطابقة تقريباً لهجوم هيروشيما. تكوَّن السرب من طائرتين B-29 انطلقوا قبل الهجوم بساعة لاستكشاف الطقس، واثنتين إضافيتان بقيادة سويني لحمل آلات التصوير وتقديم الدعم للبعثة. طار سويني بالقنبلة التي تم تسليحها، ولكنه لم يزيل مقباس السلامة.
أَقَرَّ المراقبون الجوِّيُون بأن كلا الهدفين واضحين. وعندما وصل سويني إلى نقطة التجمع قبالة ساحل اليابان، فشلت الطائرة الثالثة Big Stink في اللحاق بهم. وكان يقودها رئيس العمليات اللفتنانت كولونيل جيمس هوبكنز الابن. وظلت الطائرة بوكسكار وطائرة الأجهزة تحلقان لمدة أربعين دقيقة من دون تحديد مكان هوبكنز. وبما أنهم تأخروا لمدة 30 دقيقة عن الموعد المقرر، قرر سويني الطيران بدون هوبكنز.

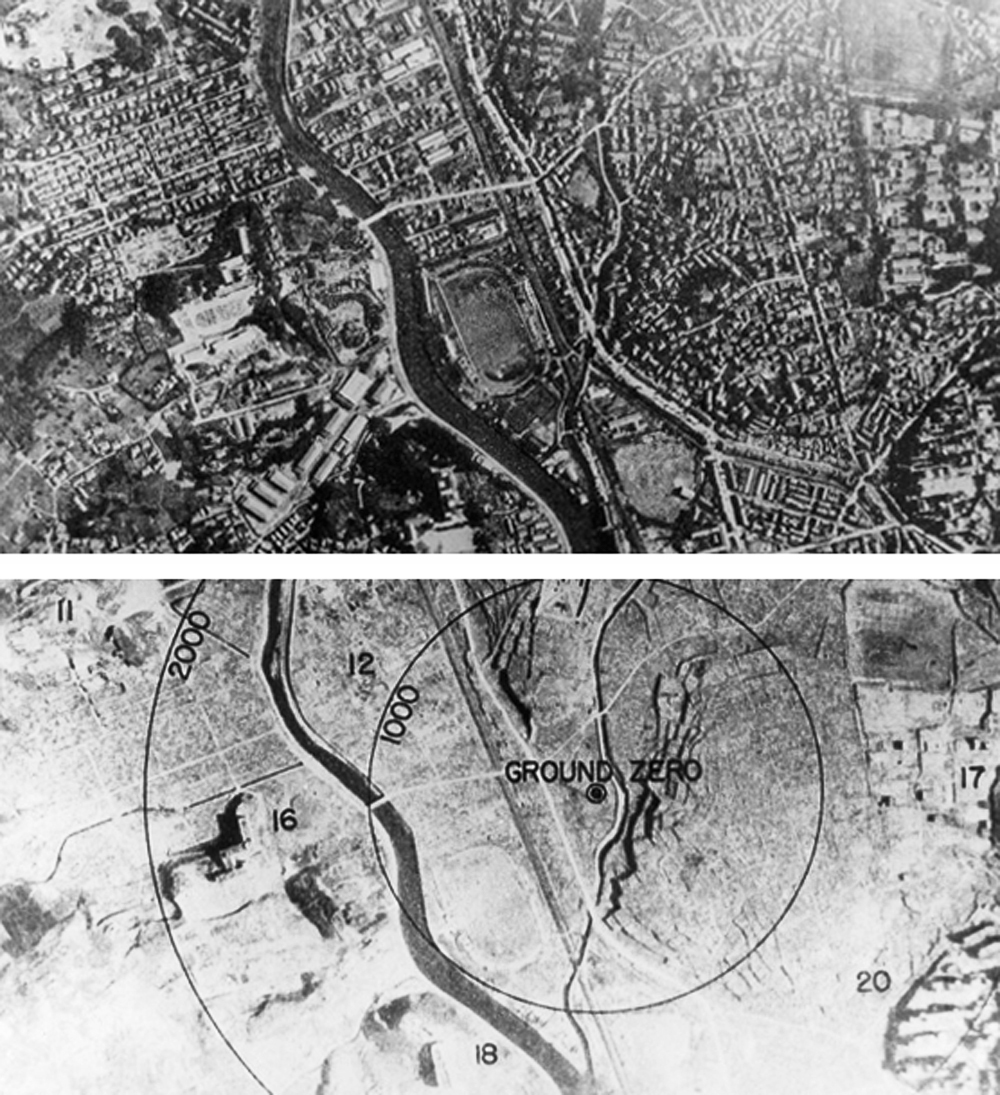
ناغازاكي قبل وبعد التفجير.

وعندما وصلوا إلى Kokura متأخرى ن بنصف ساعة، كان هناك سح 70 ٪ من الغطاء السحابي كانت تحجب المدينة، والتي تحظر الهجوم البصرية اللازمة من أوامر. وبعد القيام بثلاث جولات فوق سماء المدينة، بدأ الوقود ينفذ بسبب فشل نقل الطائرة على الخزان الاحتياطي قبل الإقلاع. ومن ثم اتخذت الطائرات طريقها إلى الهدف الثانوي، ناغازاكي. أشارت حسابات استهلاك الوقود إلى أن الطائرة Bockscar ليس لديها وقود يكفي للوصول إلى ايو جيما، وسوف تضطر إلى تحويل إلى اوكيناوا. قررت المجموعة مبدئياً حَمْل القنبلة إلى أوكيناوا والتخلص منها في المحيط إذا لزم الأمر، إذا كان هناك سحب تحجب رؤية ناغازاكي عند الوصول إليها. ثم قرر القائد البحري فريدريك آشوورث استخدام الرادار إذا كان الهدف غير واضح.
وفي حوالي الساعة 07:50 بتوقيت اليابان، كان هناك حالة تأهب للغارة الجوية على ناغازاكي، ولكن تم إعطاء الإشارة الواضحة في الساعة 08:30. وعندما اِكْتُشِفَت القاذفتين B-29 في الساعة 10:53، اِعْتَقَدَ اليابانيون بأن الطائرتين يَقُمْنَ برحلة استطلاعية، ومن ثم توقف نداء الخطر.
وبعد مرور بضع دقائق، وفي تمام الساعة 11:00، أسقطت الطائرة الفنان العظيم من طراز B-29 بقيادة الكابتن فريدريك بوك، صكوك معلقة على ثلاث مظلات. تحتوي هذه الصكوك على رسالة غير موقعة للبروفيسور ريوكيتشي ساجاني، عالم الفيزياء النووية بجامعة طوكيو الذي درس مع ثلاثة من العلماء المسؤولين عن القنبلة الذرية في جامعة كاليفورنيا في بيركلي. تَحُث تلك الرسالة البروفيسور أن يُعَرِّف الشعب بالمخاطر الكامنة في استخدام أسلحة الدمار الشامل هذه. عثرت السلطات العسكرية على تلك الرسائل، ولم يتم تسليمها إلى ساجاني إلى بعد مرور شهر. وفي عام 1949، تقابل أحد كتَّاب هذه الرسالة، لويس الفاريز، مع ساجاني، ووَقَّع على الرسالة.

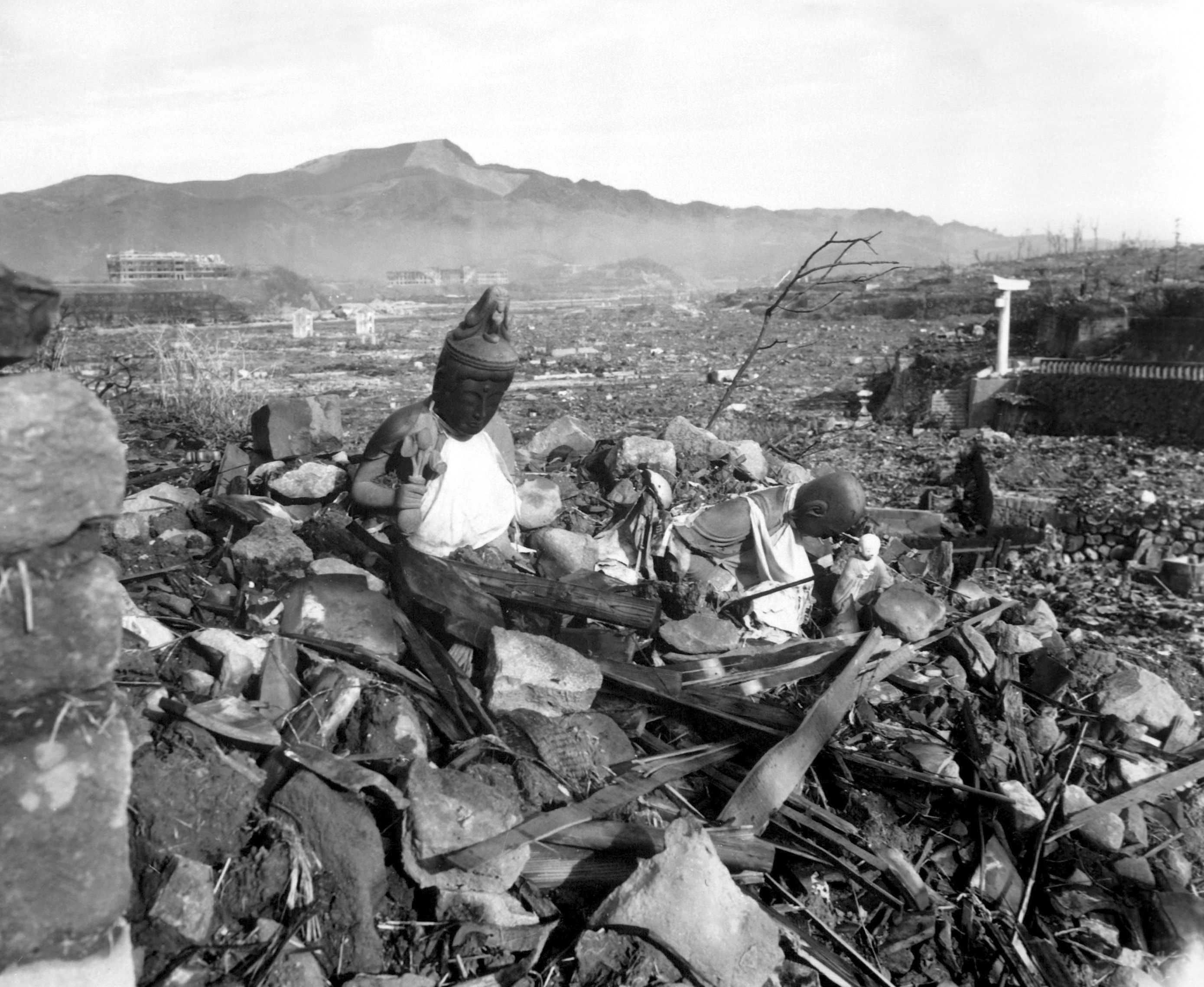
تقرير ياباني عن القصف يمثل ناغازاكي بأنها "مقبرة ليس لها بلاطة ضريح".

وفي الساعة 11:01، تمكن الكابتن كيرميت بيهان من رؤية الهدف في آخر دقيقة من انكسار السحب فوق ناغازاكي.سقط "الرجل البدين"، الذي يحتوي على 6.4 كيلوغرام (14.1 باوند) من البلوتونيوم 239، على الوادي الصناعي بالمدينة.   وبعد مرور ثلاثة وأربعين ثانية، انفجرت القنبلة على ارتفاع 469 متر (1,540 قدم) فوق سطح الأرض، تحديداً في منتصف المسافة بين شركة ميتسوبيشي للصلب والأسلحة في الجنوب ومصنع ميتسوبيشي Urakami للذخائر (التوربيدو) في الشمال.   وكان ذلك على بعد 3 كيلومتر (2 ميل) تقريباً شمال غرب المركز المخطط؛ اقتصر الانفجار على وادي أوراكامي، بينما حمت التلال جزء كبير من المدينة.   ووصلت قوة الانفجار إلى ما يعادل 21 كيلوطن من الTNT وهو ما يعادل 21 كيلوطن من تي أن تي (88 تـجول) [بحاجة لمصدر](88 TJ).   وقُدِّرَت الطاقة الحرارية التي ولَّدَها الانفجار بـ3،900 درجة مئوية (4,200 كلفن، 7,000 درجة فهرنهايت)، بينما بلغت قوة الرياح إلى 1005 كم/ساعة (624 ميل في الساعة). 
تراوح عدد الوفيات المباشرة بين 40,000 و75،000 شخص. ووصل إجمالي عدد الوفيات بنهاية عام 1945 80,000 شخص. مات ما لا يقل عن ثمانية من أسرى الحرب من جراء القصف، بالإضافة إلى مصرع ثلاثة عشر أسير آخرون:
- مواطن تابع للكومنولث البريطاني [54][55][56][57][58]
- لقي سبعة أسرى هولنديون (اثنين من الأسماء المعروفة) [59] حتفهم في القصف.
- سُجِّل موت ما لا يقل عن اثنين من الأسرى بعد الحرب بسبب السرطان، ويُعْتَقَد أن يكون ذلك نتيجة القنبلة الذرية.[60] بلغ نصف قطر دائرة الدمار حوالي ميل (1-2 كم)، يليها حرائق منتشرة في الجزء الشمالي من المدينة على بعد ميلين (3 كم) من جنوب القنبلة.[61][62]

هرب عدد مجهول من الناجين من قصف هيروشيما إلى ناغازاكي، حيث تعرضوا للقصف مرة أخرى.
وتم تدمير مصنع ميتسوبيشي - أوراكامي للذخائر أثناء القصف. وكان ذلك المصنع ينتج الطوربيدات 91 التي هاجمت ميناء بيرل.

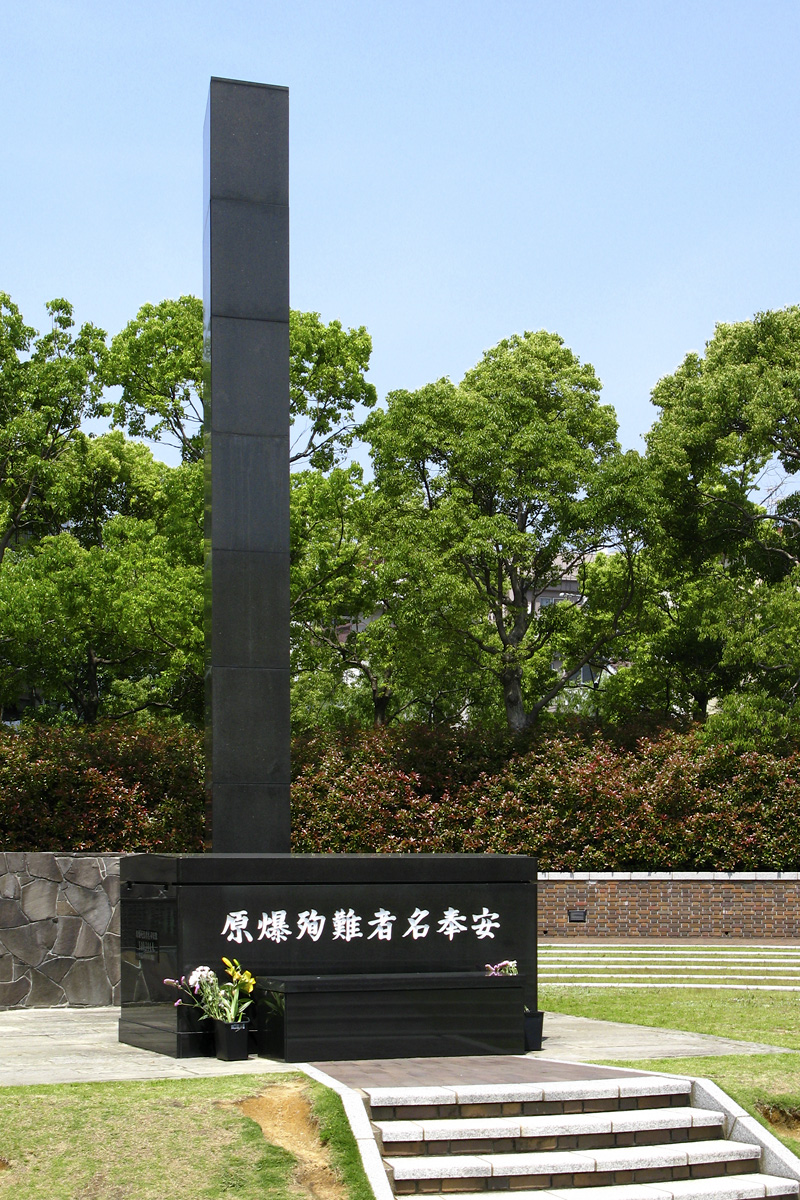
تشير العلامة السوداء على "نقطة الصفر" لانفجار القنبلة النووية فوق ناغازاكي.

## خطط لمزيد من الهجمات النووية على اليابان
توقعت الولايات المتحدة استخدام قنبلة نووية أخرى في الأسبوع الثالث من شهر أغسطس، بالإضافة إلى ثلاثة آخرين في شهر سبتمبر، وثلاثة قنابل إضافية في شهر أكتوبر.
وفي العاشر من شهر أغسطس، أرسل الجنرال ليسلي غروفز، المدير العسكري لمشروع مانهاتن، مذكرة إلى الفريق أول جورج مارشيل، رئيس أركان الجيش، حيث كتب فيها: "ينبغي أن تكون القنبلة القادمة جاهزة للتسليم في أول فرصة يكون فيها الطقس مناسباً، بعد السابع عشر أو الثامن عشر من شهر أغسطس." وفي نفس اليوم، وَقَّع مارشال على المُذكِّرة مُعَلِّقًا: "لن يتم إطلاقها على اليابان إلا بإذن صريح من الرئيس."  وكان هناك بالفعل مناقشات في وزارة الحرب حول حفظ القنابل قيد الإنتاج حتى بداية الغزو المتوقع لليابان. "على فرض بأن اليابان لن تستسلم، فإن المشكلة الآن [أغسطس 13] تكمن في إما مواصلة إسقاط القنابل واحدة واحدة، أو إطلاقهم جميعاٌ في وقت قصير. لن نطلقهم جميعاً في يوم واحد، ولكن خلال فترة قصيرة. ويجب أيضاً أخذ الهدف الذي نسعى إليه في الاعتبار. ألا ينبغي علينا التركيز على الأهداف التي ستساعدنا على الغزو بقدر كبير، بدلاً من الصناعة، ورفع المعنويات، وعلم النفس، وما شابه؟ فاستخدام التكتيك خيرٌ من أي وسيلة أخرى.

## استسلام اليابان واحتلالها
كان مجلس الحرب لا يزال مُصِرّاً على شروطه الأربعة للاستسلام حتى التاسع من شهر أغسطس. وفي ذلك اليوم، أمر هيروهيتو كيدو "بالسيطرة على الموقف بسرعة... لأن الاتحاد السوفيتي قد أعلن الحرب علينا". ثم عقد مؤتمر إمبراطوري، وكلَّف الوزير "توجو" بإخطار الحلفاء بأن اليابان ستقبل شروطهم بشرط واحد: لا يشمل الإعلان أي طلب تحيزي لصلاحيات جلالة الإمبراطور كحاكم سيادي." 
وفي الثاني عشر من شهر أغسطس، أبلغ الإمبراطور العائلة الإمبراطورية بقراره بالاستسلام. وسئله أحد أعمامه، الأمير أساكا، عما إذا كانت الحرب ستستمر في حالة عدم القدرة على الحفاظ على kokutai. وأجاب هيروهيتو ببساطة: «بالطبع.»  وبما أن شروط الحلفاء لن تمس مبدأ الحفاظ على العرش، هيروهيتو سجلت في 14 آب إعلانه الاستسلام الذي تم بثه على الامة اليابانية في اليوم التالي رغم تمرد قصيرة على يد العسكريين المعارضين للاستسلام.
وأشار هيروهيتو في تصريحاته إلى القصف النووي:
أما في «رسالته إلى الجنود والبحارة» التي سَلَّمَهَا في السابع عشر من شهر أغسطس، شَدَّدَ الإمبراطور على أثر الغزو السوفياتي وعلى قراره بالاستسلام، ولم يَذكُر أي شيء عن القنابل.
وفي السنة التالية للانفجارات، احتل نحو 40,000 من القوات الأمريكية هيروشيما، بينما احتل 27,000 جندي مدينة ناغازاكي.

## لجنة ضحايا القنبلة النووية
في ربيع عام 1948، تأسست لجنة ضحايا القنبلة النووية (ABCC) وفقاً لتوجيهات رئاسية من هاري ترومان إلى الأكاديمية الوطنية للعلوم والمجلس الوطني للبحوث، لإجراء تحقيقات حول آثار الإشعاعات على الناجين من قصف هيروشيما وناغازاكي.
تم العثور على العديد من الضحايا غير المقصودة، بما في ذلك أسرى الحروب التابعيين للحلفاء، وكوريا، والعمال الصينيين، وطلاب من ملايو، وحوالي 3200 مواطن أمريكي من أصل ياباني.
كانت إحدى الدراسات الأولى التي أجرتها لجنة الABCC عن نتائج حالات الحمل التي حدثت في هيروشيما وناغازاكي وفي مدينة كورى، التي تقع على بعد 18 ميل (29 كيلومتر) جنوب هيروشيما، وذلك لتحديد الظروف والنتائج ذات الصلة بالتعرض للإشعاعات. وزعم البعض بأن لجنة الABCC لا يمكنها تقديم العلاج الطبي للناجين إلا في القدرات البحثية فقط. [من؟] كما زعم أحد الكتاب بأن لجنة ABCC رفضت تقديم العلاج الطبي للناجين من أجل تحسين نتائج البحث. وفي عام 1975، تم إنشاء مؤسسة بحوث الآثار الإشعاعية لتحديد مسؤوليات لجنة الABCC.
ركزت لجنة ضحايا القنبلة الذرية أيضًا على منطقة نيشياما في ناغازاكي. كانت منطقة نيشياما في ناغازاكي تقع في الجبال، وعلى الرغم من أنها لم تتضرر من انفجار القنبلة الذرية، إلا أنها كانت منطقة تعرض فيها جسم الإنسان للإشعاع. لذلك، أجريت مسوحات صحية بعد الحرب دون إبلاغ السكان بالغرض منها.
في البداية، تم مسح منطقة نيشياما من قبل الجيش الأمريكي، ولكن تم تسليمها لاحقًا إلى شركة ABCC.
ظهر الناس في منطقة نيشياما زيادة كبيرة في تعداد خلايا الدم البيضاء بعد بضعة أشهر من التفجيرات الذرية. في الحيوانات، يمكن أن يتطور سرطان الدم بعد تعرض الجسم كله للإشعاع، لذلك من المثير للاهتمام بشكل خاص معرفة ما يحدث في البشر، كما تم تحديد سرطان العظام لدى البشر بعد تناول المواد المشعة عن طريق الفم.

وبالنظر إلى هذه الظروف، فإن سكان منطقة نيشياما الذين لم يتأثروا بشكل مباشر بالقصف الذري هم السكان المثاليون لمراقبة آثار الإشعاع المتبقي.

واصلت الولايات المتحدة أبحاثها على الإشعاع المتبقي بعد استقلال اليابان، ولكن لم يتم نقل النتائج إلى سكان منطقة نيشياما.
نتيجة لذلك، استمر السكان في الزراعة بعد الحرب العالمية الثانية، وازداد عدد مرضى سرطان الدم والوفيات
الحالات.
بعد التفجيرات الذرية، أراد الأطباء اليابانيون معرفة ودراسة الأضرار الفعلية وإجراء أبحاث للمساعدة في علاج الهيباكوشا، ولكن الولايات المتحدة لم تسمح لليابانيين بإجراء أبحاث حول الوضع الحالي لأضرار القنبلة الذرية. وعلى وجه الخصوص، كانت اللوائح حتى عام 1946 صارمة، مما أدى إلى المزيد من الوفيات الناجمة عن الإشعاع.

عندما أنجبت هيباكوشا كورية من الزينيتشي هيباكوشا طفلين توأمًا ولكنهما توفيا بعد فترة وجيزة، وهناك بعض الظروف التي حاولت فيها ABCC استعادة جثث الرضع المتوفين.
وعندما رفض الهيباكوشا الخضوع للفحوصات الطبية الروتينية، هددوا بمحاكمتهم عسكريًا بتهمة ارتكاب جرائم حرب. وعلاوة على ذلك، عندما كان الهيباكوشا يموتون، كانوا يزورون منازلهم شخصيًا ويأخذون جثثهم لتشريحها. ويُعتقد أنه تم إرسال ما لا يقل عن 1500 عضو على الأقل إلى معهد القوات المسلحة الأمريكية لعلم الأمراض في واشنطن العاصمة.

## هيباكوشا
سمي الضحايا الناجين من التفجيرات هيباكوشا (被爆者)، وهي كلمة يابانية تترجم حرفياً إلى «السكان المتضررين من الانفجار». ونتيجة المعاناة التي سببها القصف، تسعى اليابان للقضاء على استخدام الأسلحة النووية في العالم منذ ذلك الحين، وإصدار واحدة من أقوى السياسات غير النووية.
وبحلول اليوم الحادي والثلاثين من شهر مارس لعام 2009، تم اعترفت الحكومة اليابانية بـ235.569 هيباكوشا، ويعيش معظمهم في اليابان. كما اعترفت الحكومة اليابانية بأن حوالي 1 ٪ منهم يعانون من أمراض ناجمة عن الإشعاعات.
احتوت النصب التذكارية الموجودة في هيروشيما وناغازاكي على قوائم بأسماء الهيباكوشا الذين لقوا حتفهم منذ وقوع التفجيرات. ويتم تحديثها سنوياً في ذكرى التفجيرات، وسجلت النصب التذكارية في شهر أغسطس عام 2009 أسماء أكثر من 410,000 هيباكوشا - 263,945 في هيروشيما، و149,226 في ناغازاكي.

### الناجون الكوريون
وخلال الحرب، جلبت اليابان الكثير من المجندين الكوريين إلى هيروشيما وناغازاكي للعمل هناك. ووفقاً للتقديرات الأخيرة، قُتل حوالي 20,000 من الكوريين في هيروشيما، ومات حوالي 2,000 في ناغازاكي. كما أشارت التقديرات إلى أن واحداً من بين سبعة ضحايا في هيروشيما كانوا من أصل كوري. ولسنوات عديدة، قضى الكوريون وقتاً يقاتلون من أجل الاعتراف بهم كضحايا للقنبلة النووية، وحُرِموا من الفوائد الصحية. ومع ذلك، تم حل النزاع في معظم القضايا من خلال الدعاوى القضائية في السنوات الأخيرة.

### الضحية الثنائية
وفي الرابع والعشرين من شهر مارس لعام 2009، اعترفت الحكومة اليابانية بأن تسوتومو ياماغوتشي يعد هيباكوشا مزدوج. ثبت أن تسوتومو ياماغوتشي كان على بعد 3 كيلومترات من نقطة الانفجار في مدينة هيروشيما أثناء رحلة عمل. وقد أصيب بحروق خطيرة على جانبه الايسر، وأمضى الليل في مدينة هيروشيما. ثم عاد إلى منزله في مدينة ناغازاكي في الثامن من شهر أغسطس، أي قبل انفجار القنبلة في ناغازاكي بيومٍ واحد، وقد تعرض للإشعاعات أثناء بحثه عن بقايا أقاربه. وهو أول ناجي مؤكد من التفجيرين.

## الجدل حول التفجيرات
إن دور التفجيرات في استسلام اليابان والتبريرات الأخلاقية الأمريكية لاستخدام هذه الأسلحة كان موضوع المناظرات العلمية والشعبية على مدى عقود عديدة. كتب صموئيل ووكر في شهر إبريل عام 2005 عن التأريخ الأخير بشأن هذه المسألة: «يبدو أن الجدل حول استخدام القنبلة سيستمر». وأضاف والكر قائلاً: «إن المسألة الأساسية تكمن في إذا كان استخدام القنبلة ضرورياً لتحقيق النصر في الحرب في منطقة المحيط الهادئ بشروط مرضية للولايات المتحدة. وقد انقسم العلماء في هذا الصدد على مر أربعة عقود.» 
أكَّد مؤيدو استخدام تلك القنابل أنها تسببت في استسلام اليابان، ومنعت وقوع خسائر على الجانبين خلال الغزو المخطط لليابان: كان من المقرر غزو كيوشو في شهر أكتوبر عام 1945، وغزو هونشو بعد خمسة أشهر. أشارت بعض التقديرات إلى أن خسائر قوات التحالف قد تصل إلى مليون أثناء هذا السيناريو، في حين قد تبلغ الخسائر اليابانية الملايين. بينما قال المعارضون أن ذلك كان ببساطة امتداداً لحملة التفجيرات التقليدية الشرسة، وبالتالي لم يكن هناك سبب عسكري لاستخدام تلك القنابل. وهي تعتبر بطبيعتها جريمة غير أخلاقية، وجريمة حرب، وشكلاً من أشكال الإرهاب الدولي.

## قراءات أخرى
هناك مجموعة كبيرة من الأعمال الأدبية حول التفجيرات، وقرار استخدام هذه القنابل، واستسلام اليابان. تمنح المصادر التالية عَيِّنَات من الأعمال البارزة في هذا الموضوع.
- Norman, Polmar (2004). The Enola Gay: The B-29 That Dropped the Atomic Bomb on Hiroshima (بالإنجليزية). Washington: Smithsonian National Air and Space Museum. ISBN:1-57488-859-5..
- E. Bartlett, Kerr (1991). Flames Over Tokyo: The U.S. Army Air Force's Incendiary Campaign Against Japan 1944-1945 (بالإنجليزية). New York: Donald I. Fine Inc. ISBN:1-55611-301-3..
- Richard B.، Frank (1999). Downfall. The End of the Imperial Japanese Empire. New York: Penguin Books. ISBN:0-14-100146-1..
- Wesley، Craven؛ James، Cate (1953). The Pacific: Matterhorn to Nagasaki. The Army Air Forces in World War II. Volume V. Chicago: The University of Chicago Press. OCLC:256469807. مؤرشف من الأصل في 2012-12-04..
- Barrett، Tillman (2010). Whirlwind: The Air War Against Japan 1942-1945. New York City: Simon & Schuster. ISBN:978-1-4165-8440-7..
- D.M.، Giangreco (2009). Hell to Pay : Operation Downfall and the invasion of Japan, 1945-47. Annapolis, Maryland: Naval Institute Press. ISBN:978-1-59114-316-1..
- Paul-Yanic Laquerre (2008). Showa, chroniques d'un dieu déchu. Paris: أمازون كيندل. ASIN:B00H6T5UM6..
- The Committee for the Compilation of Materials on Damage Caused by the Atomic Bombs in Hiroshima and Nagasaki (1981). Hiroshima and Nagasaki: The Physical, Medical, and Social Effects of the Atomic Bombings. Basic Books. ISBN 0-465-02985-X.
- Campbell, Richard H. (2005). "Chapter 2: Development and Production". The Silverplate Bombers: A History and Registry of the Enola Gay and Other B-29s Configured to Carry Atomic Bombs. McFarland & Company, Inc. ISBN:0-7864-2139-8.
- Goldstein, Donald M; Dillon, Katherine V. & Wenger, J. Michael (1995). Rain of Ruin: A Photographic History of Hiroshima and Nagasaki. Brasseys, Washington & London. ISBN:1-57488-033-0. مؤرشف من الأصل في 2022-07-12.{{استشهاد بكتاب}}:  صيانة الاستشهاد: أسماء متعددة: قائمة المؤلفين (link)
- Hein, Laura and Selden, Mark (Editors) (1997). Living with the Bomb: American and Japanese Cultural Conflicts in the Nuclear Age. M. E. Sharpe. ISBN:1-56324-967-9. {{استشهاد بكتاب}}: |مؤلف= باسم عام (مساعدة) وتأكد من صحة |isbn= القيمة: checksum (مساعدة)صيانة الاستشهاد: أسماء متعددة: قائمة المؤلفين (link)
- Hogan، Michael J. (1996). Hiroshima in History and Memory. Cambridge University Press. ISBN:0521562066.
- Knebel, Fletcher and Bailey, Charles W. (1960). No High Ground. Harper and Row. ISBN:0313242216.{{استشهاد بكتاب}}:  صيانة الاستشهاد: أسماء متعددة: قائمة المؤلفين (link) تاريخ التفجيرات، وإتخاذ القرار لاستخدامهما.
- Merton، Thomas (1962). Original Child Bomb: Points for meditation to be scratched on the walls of a cave. New Directions. ISBN B0007EVXX2 A look at the universal ramifications of this event.
- Murakami، Chikayasu (2007). Hiroshima no shiroi sora ~The white sky in Hiroshima~. Bungeisha. ISBN:4286037088.
- Ogura، Toyofumi (1948). Letters from the End of the World: A Firsthand Account of the Bombing of Hiroshima. Kodansha International Ltd. ISBN:4-7700-2776-1.
- Thomas, Gordon and Witts, Max Morgan، Richard (1977). Enola Gay: The Bombing of Hiroshima. Konecky & Konecky. ISBN:1568525974. {{استشهاد بكتاب}}: الوسيط |الأخير= و|مؤلف= تكرر أكثر من مرة (مساعدة)صيانة الاستشهاد: أسماء متعددة: قائمة المؤلفين (link)
- Sekimori، Gaynor (1986). Hibakusha: Survivors of Hiroshima and Nagasaki. Kosei Publishing Company. ISBN:4-333-01204-X. مؤرشف من الأصل في 2022-07-11.
- Sherwin، Martin J. (2003). A World Destroyed: Hiroshima and its Legacies. Stanford University Press. ISBN:0-8047-3957-9. مؤرشف من الأصل في 2022-07-17.
- Sodei، Rinjiro (1998). Were We the Enemy? American Survivors of Hiroshima. Westview Press. ISBN 0-8133-3750-X. مؤرشف من الأصل في 2022-07-11.
- تشارلز سويني (لاعب كرة قدم أمريكية)؛ وآخرون (1999). War's End: An Eyewitness Account of America's Last Atomic Mission. Quill Publishing. ISBN:0380788748. {{استشهاد بكتاب}}: Explicit use of et al. in: |مؤلف= (مساعدة)

## الروابط الخارجية
- هيروشيما: «الهدف الكبير» من أجل «التأثير السيكولوجي»
- في ذكرى هيروشيما وناغازاكي، موقع على الإنترنت في عام 2005 يحتفل بالذكرى الستين.
- "The Effects of the Atomic Bombings of Hiroshima and Nagasaki". U.S. Strategic Bombing Survey. 1946. مؤرشف من الأصل في 2019-06-25.
- "Scientific Data of the Nagasaki Atomic Bomb Disaster". Atomic Bomb Disease Institute, Nagasaki University. مؤرشف من الأصل في 2009-08-23. {{استشهاد ويب}}: تجاهل المحلل الوسيط |dateformat= لأنه غير معروف (مساعدة)
- "Correspondence Regarding Decision to Drop the Bomb". مؤرشف من الأصل في 2019-09-05.
- هيروشيما وناغازاكي: نظرة إلى الوراء حول تفجيرات الولايات المتحدة باستخدام القنابل الذرية منذ 64 عام -- فيديو بواسطة الديمقراطية الآن!
- "The Decision To Use The Atomic Bomb; Gar Alperovitz And The H-Net Debate". مؤرشف من الأصل في 2019-09-04.
- Dietrich، Bill (1995). "Pro and Con on Dropping the Bomb". Seattle Times. مؤرشف من الأصل في 2008-08-21.
- MacLaren، Don (1998). "Troubling memories of the past," "Better to bomb than blockade". The Japan Times. مؤرشف من الأصل في 2009-08-10.
- "Tale of Two Cities: The Story of Hiroshima and Nagasaki". مؤرشف من الأصل في 2019-09-10.
- "Documents on the Decision to Drop the Atomic Bomb". The Harry S. Truman Library. مؤرشف من الأصل في 2019-06-27.
- "The Atomic Bombings of Hiroshima and Nagasaki". Manhattan Project, U.S. Army. 1946. مؤرشف من الأصل في 2020-02-14.
- Weller، George (1945). "A Nagasaki Report". مؤرشف من الأصل في 2005-07-03. {{استشهاد ويب}}: تجاهل المحلل النص "Tuttle-Mori Agency, Inc." (مساعدة)
- متحف هيروشيما التذكاري للسلام
- متحف ناغازاكي للقنبلة الذرية
- القنبلة الذرية ونهاية الحرب العالمية الثانية، مجموعة من المصادر الأولية بواسطة أرشيف الأمن القومي
- Above and Beyond : فيلم من إنتاج شركة ميترو غولدوين ماير عام 1952، وهو فيلم روائي طويل يحكى قصة الحب وراء سر المليار الدولار، بين بول ولوسي تيبتس
- إينولا جاي: الرجال، والبعثة، والقنبلة الذرية، وهو فيلم من إنتاج عام 1980 قُدِّم للتلفزيون
- قصة مدينتين، فيلم وثائقي عام 1946 (videostream)
- تأثير القنبلة الذرية على هيروشيما، فيديو لمدة تسع دقائق  (videostream) على يوتيوب
- Six part playlist: نشرته هيئة الإذاعة البريطانية
- صور نادرة لمدينة هيروشيما بعد الانفجار